# Вымпел (конструкторское бюро)
Государственное машиностроительное конструкторское бюро «Вымпел» им. И. И. Торопова, ГосМКБ «Вымпел» — советское, затем российское предприятие по разработке и серийному производству авиационного вооружения. Занимается разработкой управляемых ракет класса «воздух-воздух», «воздух-поверхность», зенитных ракет для систем ПВО и ПРО, а также их производством.

## История
Днём основания конструкторского бюро считается 18 ноября 1949 года, когда из состава конструкторского бюро авиазавода № 293, который возглавлял Матус Бисноват, было выделено ОКБ-134 с дислокацией на заводе № 134 в Тушине.
Этот завод был местом работы ОКБ авиаконструктора П. О. Сухого, однако из-за аварии опытного образца дозвукового реактивного перехватчика Су-15 (первого с этим обозначением) ОКБ было расформировано, а сверхзвуковой реактивный перехватчик Су-17 (первый с этим обозначением) не допущен к испытаниям. Завод был перепрофилирован на системы вооружения и ракетную технику авиационного назначения, П. О. Сухому было предложено заниматься ракетами, но он отказался. Главным конструктором завода и бюро был назначен И. И. Торопов.
Новое конструкторское бюро менее чем за год создало первую отечественную комплексную систему огневой защиты ПВ-20 для самолета-бомбардировщика Ту-4 в составе прицельных станций, установок пулемётно-пушечного вооружения и агрегатов дистанционного управления. За эту разработку И. И. Торопов и другие ведущие специалисты предприятия были удостоены Сталинской премии за 1950 год, многие конструкторы получили правительственные награды.
В 1953 году была завершена работа по типовым агрегатам ПБД (привод бомбардировочного держателя), МВН и БК бомбардировочного вооружения для внутрифюзеляжной подвески бомб. В 1955 году были сданы в производство комплексы бомбардировочного вооружения для самолетов Ту-16 и Ту-95.
С 1954 года начинается активная работа над ракетным вооружением авиационной техники, было получено задание на разработку ракеты К-7 для сверхзвукового перехватчика Т-3 разработки П. О. Сухого. В конструкцию ракеты были заложены принципы модульности, и разрабатывалось целое семейство ракет с единой базой (К-7Л, К-7ЛВ, К-7М, К-7СТ, К-7С-3). Однако работы по ракете К-7 были прекращены.
В процессе работы над ракетной техники в ОКБ были созданы подразделения по разработке систем наведения, электроснабжения, газодинамических и гидравлических систем управления.
Первой законченной разработкой стала ракета класса «воздух-воздух» К-13. Её создание было обусловлено применением американской управляемой ракеты AIM-9 Sidewinder в китайско-тайваньском конфликте 1958 года. Проект был выполнен в сжатые сроки, первый пробный пуск был произведён 21 октября 1959 года, а уже 1 декабря — первый боевой пуск по самолёту-мишени МиГ-15. В серийном производстве, начатом в 1960 году, ракета получила обозначение Р-3С. Она входила в боекомплект истребителей МиГ-19ПГ, МиГ-21, МиГ-23, Су-20, Як-28П. Модификации Р-13Р, Р-13М, Р-13М1 производились в ЧССР, ПНР, Индии, КНР, находились на вооружении в этих странах.
В 1958 году начата разработка полностью оригинальной ракеты 3М9 зенитного ракетного комплекса 2К12 «Куб». В конструкции впервые был применён комбинированный ракетно-прямоточный двигатель. В процессе проектирования, производства и испытаний разработчикам пришлось столкнуться со значительными трудностями, вызванными жёсткими заданными параметрами будущей ракеты. В 1961 году из-за срывов директивных сроков разработки зенитно-ракетного комплекса «Куб» вместо И. И. Торопова главным конструктором был назначен А. Л. Ляпин. Несмотря на срыв сроков и жёсткое административное давление, коллектив справился с задачей создания зенитной ракеты, и созданная конструкция оказалась удачной. Ракета 3М9 была в 1961 году принята на вооружение и выпускалась много лет в различных модификациях, находилась и находится на вооружении советской и российской армии, а также армий более чем 25 стран мира.
В 1967 году «Завод опытного вооружения № 134» был переименован в Машиностроительный завод «Вымпел». После смерти Матуса Бисновата работы были переданы из ОКБ-4 «Молния» на МЗ «Вымпел».
С 1981 по 2005 год генеральный конструктор предприятия — Г. А. Соколовский. В 1987 году Машиностроительный завод «Вымпел» был переименован в "Машиностроительное конструкторское бюро (МКБ) «Вымпел». В 1992 году МКБ «Вымпел» переименовано в Государственное машиностроительное конструкторское бюро "Вымпел (ГосМКБ «Вымпел»).
В мае 2004 года «Вымпел» стал частью ОАО «Корпорация тактического ракетного вооружения».
22 июня 2005 года ФГУП «ГосМКБ „Вымпел“ имени И. И. Торопова» преобразовано в ОАО «ГосМКБ „Вымпел“ имени И. И. Торопова».
С 2005 года по декабрь 2012 года генеральный директор — Виктор Антонович Рац.
С декабря 2012 года в должность генерального директор общества вступил Николай Анатольевич Гусев.
26 октября 2015 года — Открытое акционерное общество «Государственное машиностроительное конструкторское бюро „ВЫМПЕЛ“ имени И. И. Торопова» (сокращенно ОАО «ГосМКБ „Вымпел“ им. И. И. Торопова») переименовано в Акционерное общество «Государственное машиностроительное конструкторское бюро „ВЫМПЕЛ“ имени И. И. Торопова» (сокращенно АО «ГосМКБ „Вымпел“ им. И. И. Торопова»).
По состоянию на 2016 год имеет организационно-правовую форму акционерное общество. Полное наименование: Акционерное общество «Государственное машиностроительное конструкторское бюро „Вымпел“ имени И. И. Торопова».

## Санкции
С 3 июня 2022 года, из-за вторжения России на Украину предприятие включено в санкционный список стран Евросоюза так как «предприятие занимается производством ракет,  таких как АПУ-305 и АПУ-Л, а также неуправляемых авиационных ракет Б13Л, которые поставляются в ВС России и используются в агрессивной войне против Украины». Ранее, 4 марта 2022 года предприятие было включено в санкционный список США.
Также предприятие находится под санкциями Японии, Канады, Украины и Швейцарии «за роль в обеспечении или поддержке неспровоцированного и неоправданного вторжения России в Украину».

## Руководители
- С 1949 года по 1961 год — И. И. Торопов
- С 1961 года по 1981 год — А. Л. Ляпин
- С 1981 года по 2004 год — Г. А. Соколовский
- С декабря 2004 года по июнь 2005 года — И.О. генерального директора Б. А. Бурак
- С 2005 года по 2012 год — В. А. Рац
- С 2012 по наст. время — Гусев Николай Анатольевич[6] в статусе Генерального директора

## Разработки
- Ракет класса «воздух-воздух»:
  - К-7
  - К-13/Р-13 (1958)
  - Р-60
  - Р-23/Р-24
  - Р-27
  - Р-33
  - Р-37
  - Р-77
- Терра-3
- Зенитных ракет:
  - 3М9 для ЗРК «Куб»

## Производство
Компания «Вымпел» осуществляет производство ракет:
- РВВ-АЕ[7]
- Р-27[7]